# Latarnie umarłych w Krakowie
Latarnie umarłych w Krakowie – istniejące do dziś dawne latarnie umarłych na terenie Krakowa, przebudowane lub przestawione i pełniące inne funkcje niż pierwotnie; najczęściej są teraz kapliczkami. Zamurowano szczytowe otwory, miejsca gdzie niegdyś ustawiano źródła światła: lampki, kaganki oliwne, pochodnie. Budowle wzbogacono o figurki świętych.
- Jedyna gotycka, najbardziej okazała i najlepiej zachowana znajduje się dziś przy kościele św. Mikołaja przy ulicy Kopernika 9. Trafiła tutaj w 1871, od XIV wieku ostrzegała przed przekroczeniem progów szpitala św. Walentego dla trędowatych, który do 1818 znajdował się na Kleparzu przy dzisiejszym placu Słowiańskim. Jest to mierząca ok. 3,5 metra gotycka kolumna, zakryta szpiczastym daszkiem, ozdobionym figurą Jezusa. Źródłem światła był w niej kaganek, wciągany na szczyt latarni przez wewnętrzny kanał. W 1845 roku została ona uwieczniona na płótnie przez Michała Stachowicza[1]. Przy przenosinach w 1871 zamurowano otwory w górnej części, przez które dawniej wydobywało się światło palonej wewnątrz lampy[2].
- Słup dębnicki — słupowa kapliczka przy ul. Konopnickiej[3].
- W zieleni Parku Krakowskiego ukryta jest kolejna z zachowanych latarń, mogła ona niegdyś wskazywać drogę do letniej rezydencji królewskiej w Łobzowie.
- U wylotu ulicy św. Sebastiana na tyłach hotelu Royal stoi kolejna latarnia, która na obecne miejsce trafiła na początku XIX wieku. Pochodzi z połowy XVII wieku, prawdopodobnie stała przy nieistniejącym już dziś kościele św. Sebastiana, przy którym znajdował się niegdyś kolejny ze szpitali dla chorych wenerycznie[2]. Dzisiaj potocznie nazywana jest kapliczką św. Gertrudy.
- Przy ulicy Kopernika 44, przy murze klasztoru Karmelitanek, stoi latarnia, która niegdyś wskazywała i oświetlała drogę do klasztoru.
- Kapliczka Sobierajów z XVII wieku stojąca przy ulicy Dobrego Pasterza. Prawdopodobnie wzniesiona w 1683 roku na pamiątkę krótkiego pobytu w tym miejscu Jana III Sobieskiego przed wyruszeniem na Wiedeń. Obok kapliczki pochowani zostali powstańcy styczniowi, którzy zmarli od ran podczas ukrywania się w pobliskiej stajni. Kapliczka przejęła więc funkcję latarni umarłych[4].
- Kapliczka Boga Ojca przed starym Cmentarzem Podgórskim (ulica Wielicka) to także latarnia umarłych. Pierwotnie stała w okolicach skrzyżowania ulicy Wielickiej i Robotniczej, jednak podczas wyburzania przez Niemców części cmentarza pod linię kolejową zmieniony został układ komunikacyjny. Kapliczka po wojnie trafiła na obecne miejsce[5].
- Kapliczka słupowa w typie latarni zmarłych przy ulicy Tynieckiej 64. Murowana, z II połowy XIX wieku.
- Murowana kapliczka słupowa XVIII/XIX wiek, w typie latarni zmarłych - ulica Kozienicka 12
- Murowana kapliczka XVIII/XIX wiek - ulica Skotnicka 58B

## Galeria

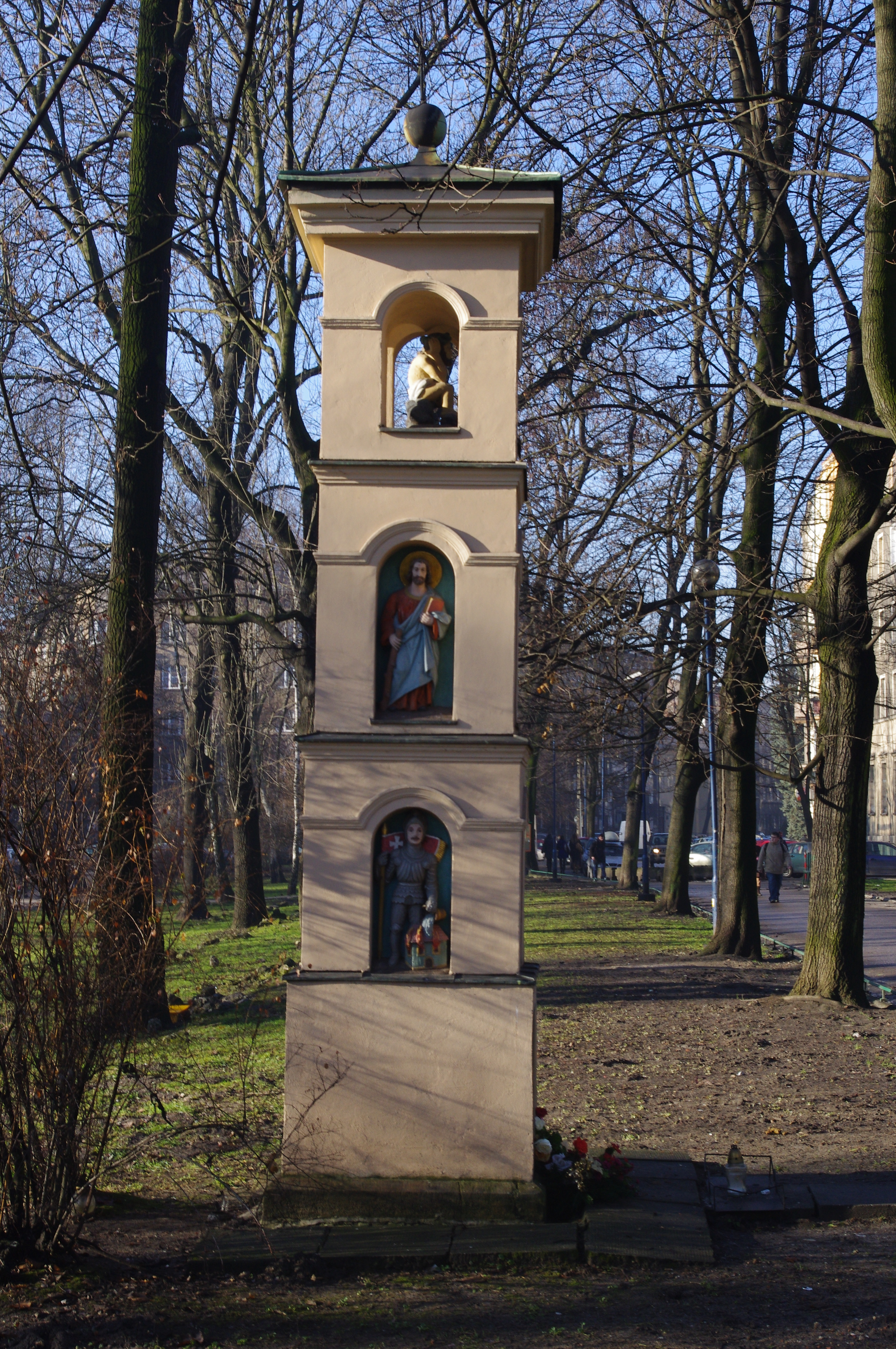
Kapliczka w Parku Krakowskim w Krakowie
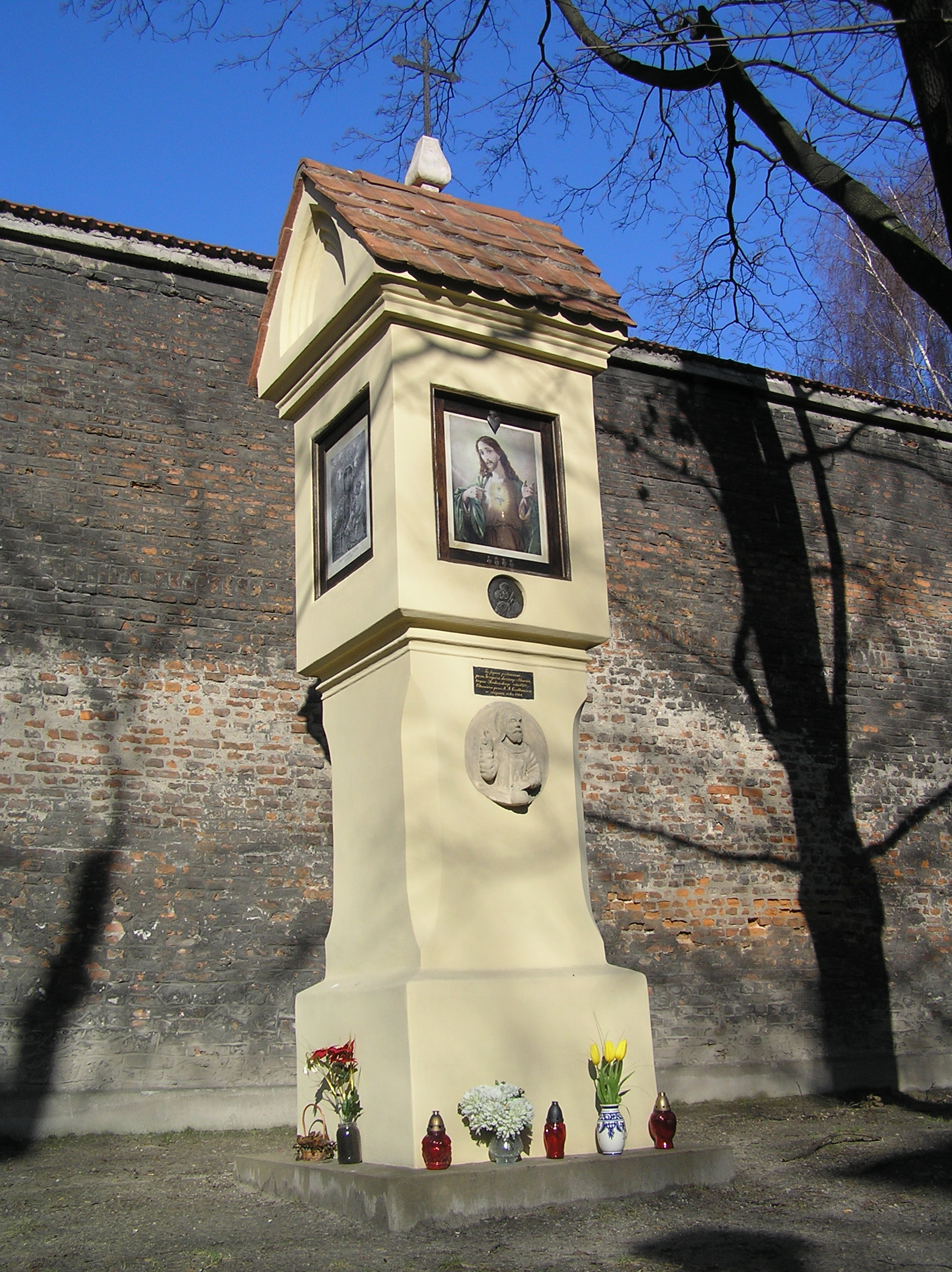
Kapliczka przy ulicy Kopernika 44 w Krakowie
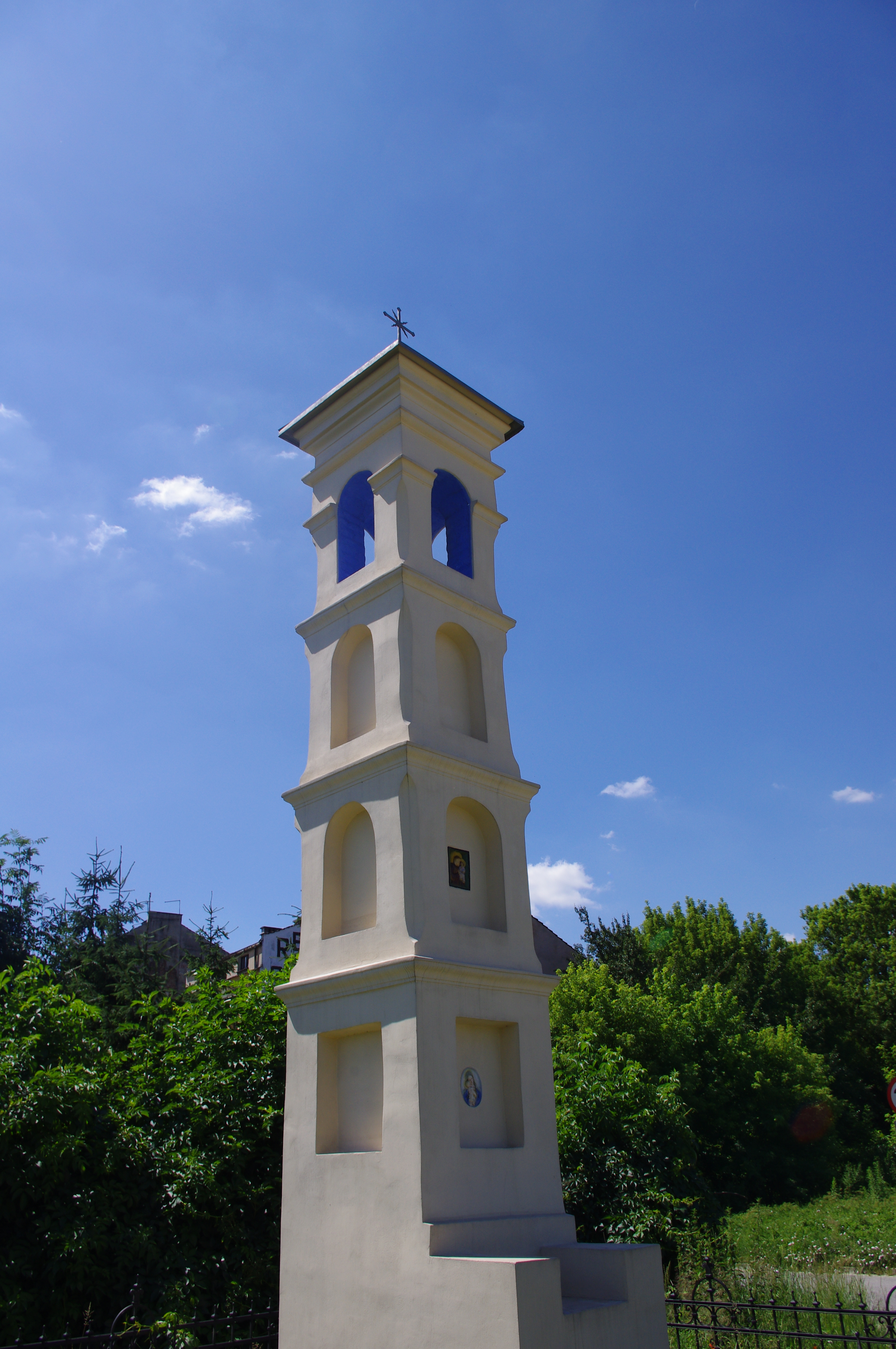
Kapliczka przy ul. Konopnickiej w Krakowie
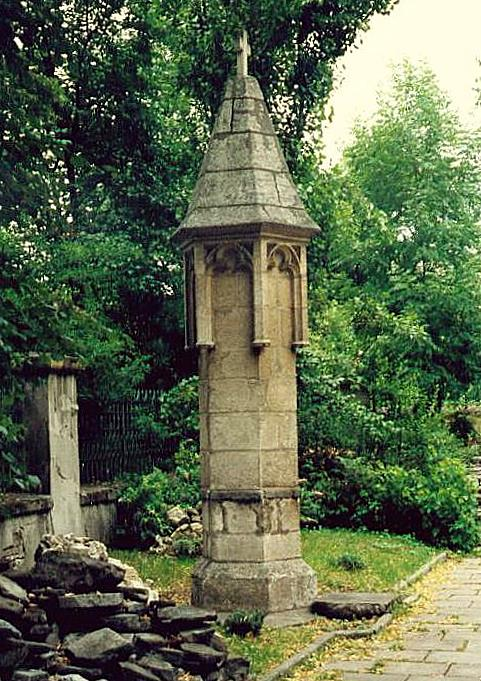
Kapliczka przy kościele św. Mikołaja w Krakowie
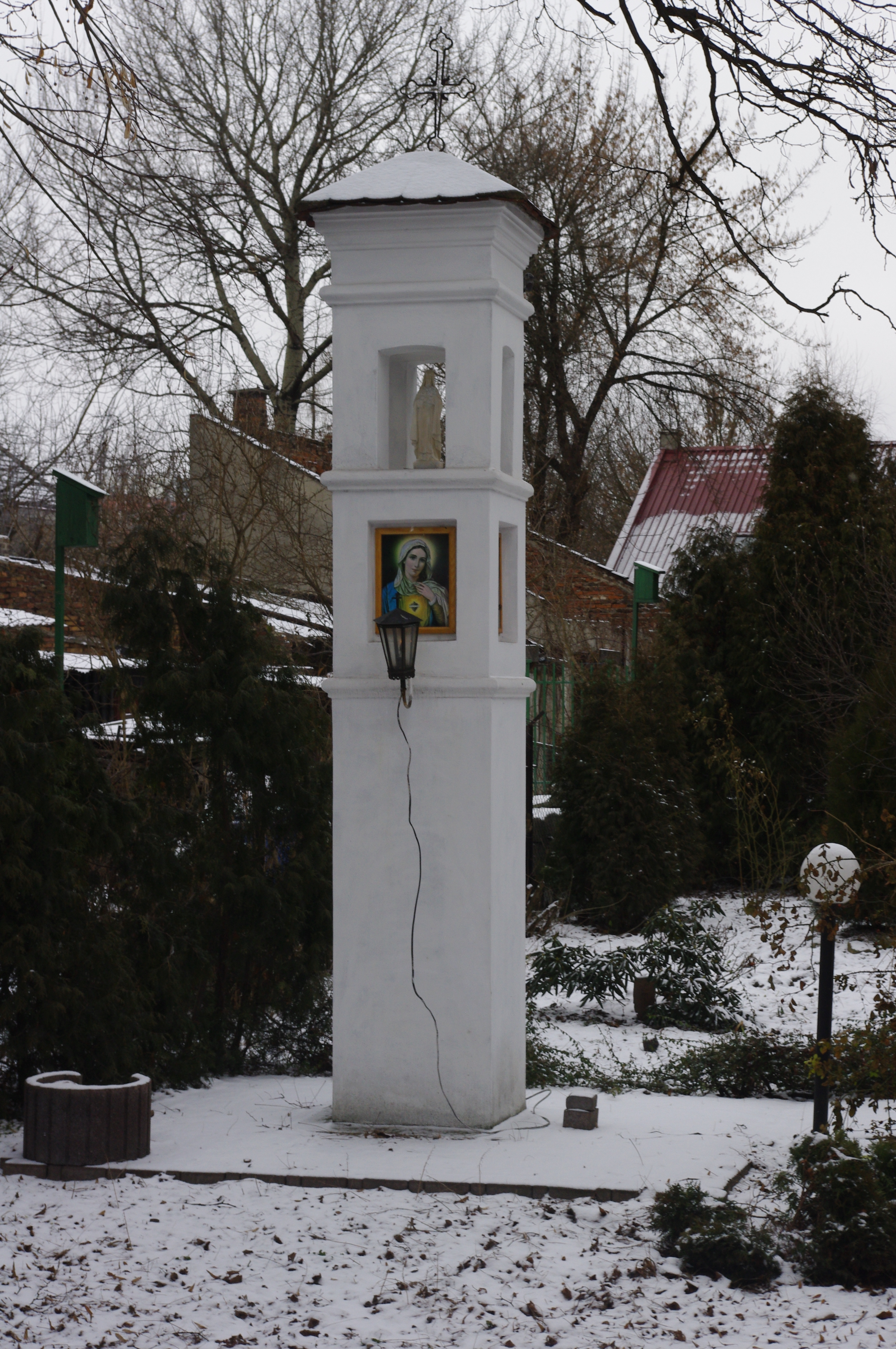
Kapliczka Sobierajów przy ulicy Dobrego Pasterza w Krakowie